# Симутенков, Игорь Витальевич
Иго́рь Вита́льевич Симуте́нков (род. 3 апреля 1973, Москва) — советский и российский футболист, нападающий. С 2017 года — ассистент главного тренера в клубе «Зенит» (Санкт-Петербург). Мастер спорта СССР.

## Карьера

### Клубная
Выступал на позиции нападающего и полузащитника. Начал играть в 1981 году в московской СДЮШОР «Смена» (первый тренер — В. И. Лопандин). Затем играл в ЭШВСМ — 1985-89.
В московском «Динамо» с 1990 года. За дублирующий состав провел 17 игр и забил 1 гол. В основном составе «Динамо» дебютировал 25 сентября 1990 года в домашнем матче против «Памира» (Душанбе) — 2:1. За московское «Динамо» провел 132 официальных матча (104 в чемпионатах СССР и России, 14 в Кубке СССР и России и 14 в еврокубках) и забил 68 голов (44, 7 и 5 соответственно).
По окончании сезона 1994 года уехал играть за клуб Серии А «Реджана». Однако уже через полгода клуб вылетел во 2-й дивизион, а Симутенков, имея долгосрочный контракт, вынужден был остаться в команде.
Сезон 1995/96 «Реджана» провела успешно и по его итогам вернулась в Серию А. Весом в успех команды был и вклад Симутенкова — 33 игры, 8 мячей. В сезоне 1996/97 он также регулярно выходил на поле в основе, но это не помогло клубу сохранить место в элитном дивизионе.
В сезоне 1997/98 клуб играл неудачно, а Симутенков выходил на поле лишь в половине матчей сезона. Летом 1998 он перешёл в клуб Серии А «Болонья», где в линии нападения стал партнёром другого динамовца — Игоря Колыванова. Однако из-за травм проявить себя не сумел — всего 14 игр, 3 мяча.
В 1999 перешёл в клуб 2-го дивизиона Испании «Тенерифе». Вместе с ним команда поднялась в Примеру по итогам сезона 2000/01. Отыграв всего 9 полных матчей в Примере, Симутенков уехал играть в MLS за клуб «Канзас-Сити Уизардс». В США он провёл 3 сезона, при нём команда каждый раз выходила в плей-офф MLS. Он забил «золотой гол» в финале Открытого кубка США 2004.
В 2005 вернулся в Россию, играл за «Рубин» (Казань). В 2006 выступал за «Динамо» (Воронеж). По окончании сезона 2006 года завершил выступления в большом футболе.

### В сборной
За олимпийскую сборную СССР/России сыграл 9 матчей, забил 1 гол, участник отборочных турниров к
XXV и XXVI Олимпийским Играм. За сборную России провел 20 матчей, забил 9 голов. Также за сборную России сыграл в двух неофициальных матчах. Участник чемпионата Европы 1996 года.

### Тренерская
С января 2007 года являлся главным тренером команды «Торпедо-РГ», выступавшей в зоне «Запад» Второго дивизиона. С 2007 по 2009 год — главный тренер юношеской сборной России, составленной из футболистов 1993 года рождения. С 1 января 2010 года — тренер «Зенита» (Санкт-Петербург), с июня 2015 — старший тренер молодёжной команды,, с 1 июня 2017 — помощник главного тренера «Зенита». С 31 августа 2014 года по август 2015 — тренер сборной России.

## Личная жизнь
С женой Юлией познакомился в 18 лет, когда ей было 16 лет. Сын Вадим (род. 04.08.2001) — воспитанник академии ФК «Зенит»; в сезоне 2022/23 заявлен игроком основного состава «Тюмени»

## Достижения

### Командные
- Серебряный призёр чемпионата России 1994 года
- Бронзовый призёр чемпионата России 1992 и 1993 годов
- Обладатель Открытого кубка США: 2004

### Личные
- Лучший футболист России 1994 г. (по результатам опроса еженедельника «Футбол»).
- Лучший футболист России 1994 г. (по результатам опроса газеты «Спорт-Экспресс»).
- Лучший бомбардир чемпионата России 1994 года (21 гол в 28 матчах).
- В списках «33 лучших футболистов страны» 3 раза: в 1992, 1993 — № 2, в 1994 — № 1.

## Дело Симутенкова
В 2001 году Игорь Симутенков, который в это время выступал за испанский клуб «Тенерифе» потребовал от Королевской федерации футбола Испании прекратить дискриминацию его трудовых прав. Дело в том, что в испанском футболе на тот момент существовал «лимит на легионеров» — граждан стран, не входящих в Евросоюз. Из-за этого лимита Игорь появлялся на поле не так часто. Симутенков посчитал, что это противоречит Соглашению о партнерстве и сотрудничестве между Российской Федерацией и Европейским союзом, согласно которому российские граждане не могут быть подвергнуты какой-либо трудовой дискриминации на территории ЕС. Федерация отклонила этот запрос, и Симутенков решил обратиться в суд. Потребовалось несколько инстанций и лет, чтобы в 2005 году Европейский суд признал, что Симутенков прав, и российские футболисты не могут считаться «легионерами». Таким образом, «дело Симутенкова» может считаться продолжением дела Босмана, особенно с учётом того, что подобные двусторонние договоры подписаны Евросоюзом со множеством стран.